# دار نهضة مصر للطباعة والنشر والتوزيع
دار نهضة مصر للطباعة والنشر والتوزيع دار نشر مصرية تأسست عام 1938.
و تقوم بإصدار سلسلة كتاب الأضواء الخارجية لطلبة المراحل التعليمية المختلفة، تصدر أيضا سلسلة صرخة الرعب، ومجلة ميكي، غير العديد من المجلات الأخرى مثل الأميرات وهي مجلة خاصه للفتيات كما انها تقوم باعداد وطبع العديد من الكتب الخاصة بالأطفال والمأخوذه عن العديد من القصص المشهورة التي يحبها الأطفال
وأيضا تعتبر دار نهضة مصر أول من قام بترجمة مجموعة كتب الكاتبة العالمية جيه كيه رولينغ وهي سلسلة هاري بوتر المشهورة باجزائها السبع.
وقامت الدار بتولي مهمة ترجمة ثلاثية سيد الخواتم ونشرها لاحقاً.
تقدم دار نهضة مصر للنشر - التي تأسست عام 1938 - باقة من الخدمات الثقافية، والتعليمية المتكاملة، بالإضافة إلى خدمات تطوير المحتوى الرقمي والترفيهى. وتتبنى إستراتيجية واضحة تعمل من خلالها على دعم عملية التواصل والحوار بين مختلف الثقافات، وتهدف إلى إثراء فكر الأسرة العربية بمحتوى علمي وثقافي وتعليمي متميز وإتاحته لكل قطاعات المجتمع.
وقد حققت المجموعة نموًّا كبيرًا خلال رحلة طويلة امتدت لعدة عقود، ونجحت في تأسيس خمس شركات مختلفة تضم نهضة مصر للمحتوى الفكري الإلكتروني، نهضة مصر للدعاية والإعلان، نهضة مصر للصحافة والإعلام ونهضة مصر للتجارة والتوزيع. وتعمل الشركات ككيان واحد متجانس بهدف تحقيق رؤية المجموعة النبيلة في خدمة المجتمع.
وانطلاقًا من حرصها على تطوير قطاع التعليم في مصر والعالم العربي قامت مجموعة نهضة مصر، في عام 2017، بإطلاق أول شركة رأس مال مخاطر تحتضن الشركات الناشئة المتخصصة في مجال التعليم وتكنولوجيا التعليم: EdVentures
وتضم مجموعة نهضة مصر للنشر 1500 موظف وتمتلك شبكة توزيع هائلة تصل إلى 12000 منفذ توزيعي على مستوى العالم. هذا وتصدر الدار حوالي 500 إصدار جديد سنويًّا، كما تمتلك الدار، إحدى أكبر المطابع في الشرق الأوسط، أحدث الماكينات في عالم الطباعة بسعة إنتاج تصل إلى 500,000 نسخة من الكتب والمجلات يوميًّا. وعلى مدار السنوات نجحت في تكوين شراكات مع أكبر المؤسسات الدولية العاملة في مجالات التعليم والثقافة والتعليم الترفيهي منهم شركة ديزني Disney وناشيونال جيوجرافيك National Geographic و  DKوهاربر كولينز Harper Collins وCambridge University Press  وCambridge Assessment و ScholasticوHMH وProtectEd وMicrosoft  وآخرين.

## التاريخ
قام أحمد إبراهيم بتأسيس دار نهضة مصر للنشر عام 1938، وبدأت كدار نشر صغيرة بالفجالة، ثم قام بالتوسع وإنشاء مطبعة.  وكان لأحمد إبراهيم رؤية ورسالة يريد تحقيقها من خلال دار النشر التي أقامها وهي النهوض بالحياة الثقافية في مصر والعالم العربي، ولهذا اختار لها اسم «نهضة مصر». وقد أصدرت الدار في وقتها كتبًا لأكبر الكتاب من بينهم: عباس العقاد، غنيمي هلال، وعلي مشرفة.
وفي عام 1940 أصدر أحمد إبراهيم أول كتب مدرسية مساعدة. وقامت وزارة التربية والتعليم في مصر باختيار بعض من تلك المناهج التعليمية لتكون الكتب الرسمية المستخدمة في التدريس في المدارس بفضل أسلوبها الحديث في سرد المعلومات المفيدة. علاوة على ذلك، لم يقف نشاط أحمد إبراهيم عند مصر فقط بل تعاون مع العديد من الدول العربية في إنشاء وتطوير المدارس ومختلف المناهج التعليمية هناك. كان الهدف الأساسي الذي من أجله أنشأ أحمد إبراهيم نهضة مصر هو إثراء فكر الأسرة العربية بمحتوى علمي وثقافي وتعليمي متميز وإتاحتها لكل قطاعات المجتمع وكان شعاره منذ إنشاء الدار، ولا زال، هو «الثقافة للجميع».
```

شعار سلسلة الأضواء التعليمية

وفي عام 1968 قدم أحمد إبراهيم مع ابنه محمد إبراهيم سلسلة كتب «الأضواء» التعليمية، وكانت فكرة السلسلة هي تقديم موارد تعليمية إضافية وشاملة للطلاب.
```

```
وفي عام 1973 توفي أحمد إبراهيم وتولى محمد إبراهيم رئاسة مجلس إدارة نهضة مصر للنشر. والذي قام بالعديد من التوسعات منها: إنشاء مطبعة متطورة في مدينة السادس من أكتوبر مجهزة بأحدث معدات الطباعة والتي تمتد حاليًّا على مساحة تزيد على 23000 متر مربع، وتعد مطبعة نهضة مصر حاليًّا من أكبر وأحدث المطابع في الشرق الأوسط.
```

وفي عام 1998 أسس محمد إبراهيم نهضة مصر للمحتوى الفكري الإلكتروني والتي تقدم خدمات متنوعة لدعم التعليم الإلكتروني، وتعد الشركة حاليًّا من الرواد في مجال تقديم الحلول الرقمية التي من شأنها دعم عملية التعليم وتبسيطها ونشر الثقافة والمعرفة.
وفي نفس العام أسس نهضة مصر للدعاية والإعلان التي توفر حلولاً متكاملة لإنتاج أفلام الرسوم المتحركة وأفلام الواقع الافتراضي والـ Augmented Reality ومختلف التطبيقات الحديثة، وتعد الشركة الآن الأولى والوحيدة في مصر والشرق الأوسط التي تقوم بإنتاج الأفلام التي تعرض بالقبة السماوية بمكتبة الإسكندرية.
وفي عام 2004 أسست الشركة نهضة مصر للصحافة والإعلام والتي تصدر نسخًا عربية لأشهر المجلات الترفيهية في العالم مثل: ديزني وناشيونال جيوجرافيك.
وفي عام 2009 أسست الشركة نهضة مصر للتجارة والتوزيع والتي تقوم بتوفير كافة الأدوات المكتبية والمستلزمات التعليمية اللازمة للطلاب والمعلمين.
```
وفي عام 2017، أنشأت دار نهضة مصر للنشر EdVentures أول شركة رأس مال مخاطر في مجال التعليم في مصر والشرق الأوسط وتحتضن EdVentures الشركات الناشئة المتخصصة في مجال التعليم وتكنولوجيا التعليم.
```

وعلى مدار السنوات استطاعت نهضة مصر أن يكون لها أكثر من 150 شريكًا دوليًّا من كبرى الشركات العاملة في النشر الثقافي، والتعليمي، كما استطاعت الدار أن تحصل على 40 جائزة محلية ودولية.

## الخدمات والحلول

### حلول النشر
- الكتب الثقافية.
- المجلات.
- النشر الرقمي.
- الطباعة.
- التوزيع.
- حقوق الملكية الفكرية.
- الترجمة والتعريب.

### الحلول التعليمية
- منتجات التعليمية.
- تطوير وإعداد المناهج.
- برامج تدريب وتأهيل للمعلمين.
- برامج لتطوير المهارات الحياتية.
- برامج تعليم ومناهج لرياض الأطفال.
- التعليم الفنى.
- تكنولوجيا التعليم.
- المستلزمات التعليمية.

### الحلول التعليمية الرقمية
- الكتب الرقمية.
- iBooks
- تطوير المحتوى الرقمي.
- إنتاج الرسوم المتحركة.

## أشهر الأدباء الذين تعاملوا مع نهضة مصر
تعاملت نهضة مصر مع عدد من المؤلفين والأدياء مثل:
- عباس العقاد
- يحيى حقي
- أنيس منصور
- يوسف إدريس
- مصطفى أمين
- جمال الغيطاني
- الشيخ محمد الغزالي
- أحمد أبو الغيط
- زاهي حواس
- إسعاد يونس
- خالد حبيب
- مصطفى حسني
- مدحت العدل وغيرهم

كما تنشر الكتب لعدد من الكتاب البارزين في أدب الطفل، من بينهم:
- أحمد العباسي
- يعقوب الشاروني
- عفاف طباله
- فاطمة المعدول
- عائشة رافع
- عدلي رزق الله
- عبير أنور

## الجوائز المحلية والدولية
حصلت مجموعة نهضة مصر على أكثر من 40 جائزة محلية ودولية من أبرزها:
- جائزة المجلس الدولي لكتب الأطفال (قائمة الشرف للمجلس) (IBBY) عن أفضل رسوم لرواية «شمس» (2018).
- جائزة أفضل كتاب للأطفال في الملتقى العربي لناشري كتب الأطفال عن رواية «الأيدي الصغيرة تبني أحيانًا» (2018).
- جائزة خليفة التعليمية عن رواية «فك شفرة» (2018).
- جائزة اتصالات، أفضل كتاب لليافعين عن كتاب «صراخ خلف الأبواب» (2016).
- جائزة اتصالات، أفضل كتاب للطفل وأفضل رسوم عن كتاب «عود السنابل» (2013).
- جائزة اتصالات، أفضل كتاب الشباب عن كتاب «أجوان» (2013).
- جائزة الشيخ زايد لأدب الأطفال عن قصة «البيت والنخلة» (2011).
- جائزة اتصالات، قدمها حاكم الشارقة بالإمارات العربية المتحدة عن كتاب «طيري يا طيارة»(2011).
- جائزة الشيخ زايد لأفضل ناشر في العالم العربي (2010).
- جائزة مؤسسة آنا ليند عن كتاب «العين» و«رسالة من نور» (2010).
- جائزة بولونيا راجازي عن كتاب «السمكة الفضية» (2006).
- المجلس الدولي لكتب الأطفال (قائمة الشرف للمجلس) (IBBY) عن سلسلة «السلطان نبهان» (2006).

## وصلات خارجية
- الموقع الرسمي